# Муссомелі
Муссомелі (італ. Mussomeli, сиц. Mussumeli) — муніципалітет в Італії, у регіоні Сицилія,  провінція Кальтаніссетта.
Муссомелі розташоване на відстані близько 500 км на південь від Рима, 70 км на південний схід від Палермо, 31 км на захід від Кальтаніссетти.
Населення — 10 820 осіб (2014).

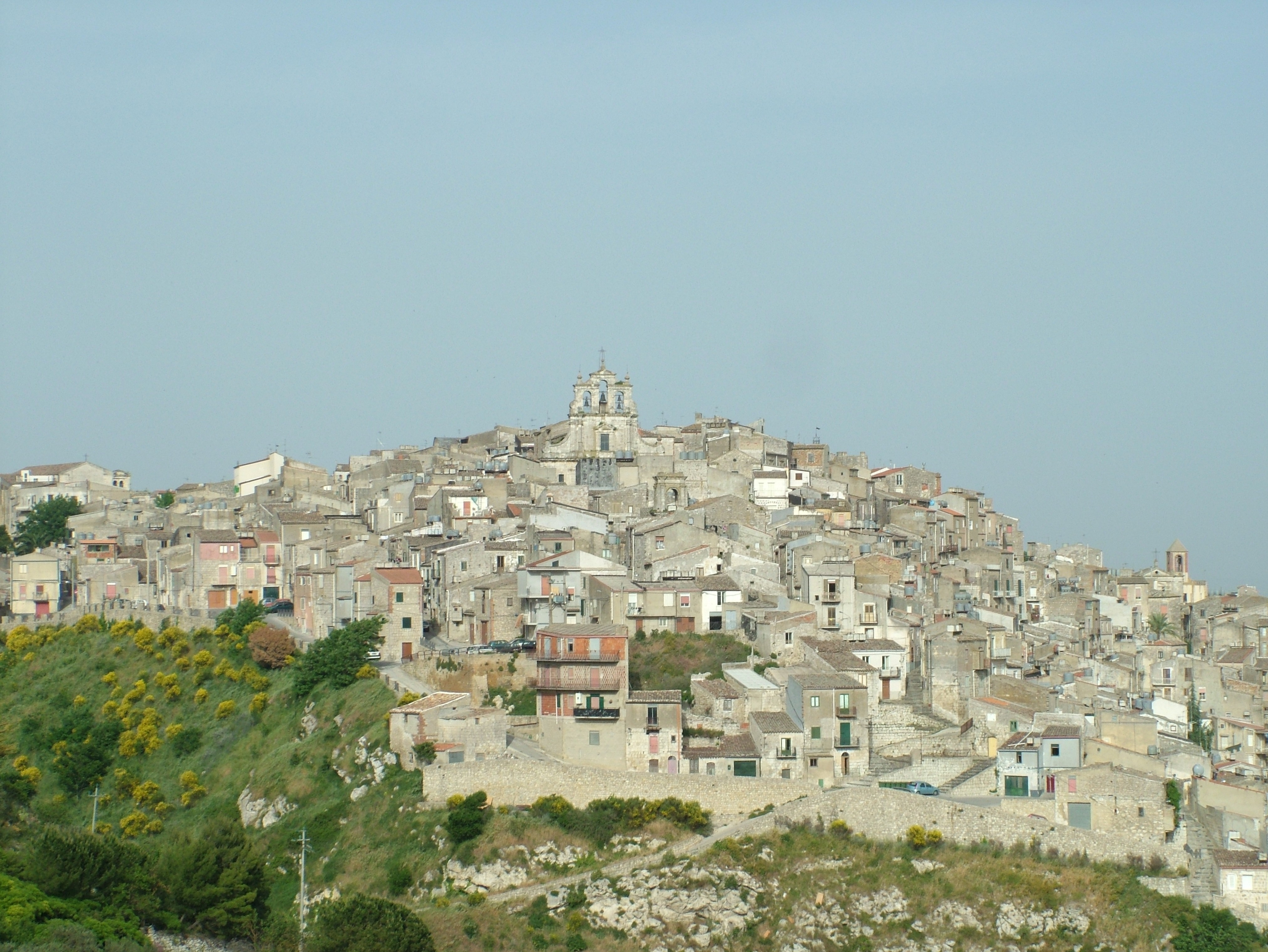

Щорічний фестиваль відбувається 8 вересня. Покровитель — Madonna dei Miracoli.

## Демографія
Населення за роками:

Станом на 1 січня 2023 року в муніципалітеті офіційно проживало 165 іноземців з 25 країн, серед них 112 громадян країн Євросоюзу та 8 громадян України.

## Сусідні муніципалітети
- Аккуавіва-Платані
- Бомпенсьєре
- Кальтаніссетта
- Каммарата
- Маріанополі
- Монтедоро
- Сан-Катальдо
- Серрадіфалько
- Сутера
- Віллальба